# Phúc Sơn, Nghĩa Lộ
Phúc Sơn là một xã thuộc thị xã Nghĩa Lộ, tỉnh Yên Bái, Việt Nam.

## Địa lý
Xã Phúc Sơn nằm ở phía nam thị xã Nghĩa Lộ, có vị trí địa lý:
- Phía đông giáp xã Thạch Lương
- Phía tây giáp huyện Trạm Tấu
- Phía nam giáp xã Thạch Lương và huyện Trạm Tấu
- Phía bắc giáp xã Hạnh Sơn.

Xã có diện tích 12,09 km², dân số năm 2019 là 6.584 người, mật độ dân số đạt 545 người/km².
Trên địa bàn xã có ngòi Thia, một phụ lưu cấp 1 của sông Hồng chảy qua.

## Lịch sử
Trước đây, xã Phúc Sơn thuộc huyện Văn Chấn.
Ngày 10 tháng 1 năm 2020, Ủy ban Thường vụ Quốc hội ban hành Nghị quyết số 871/NQ-UBTVQH14 về việc sắp xếp các đơn vị hành chính cấp huyện, cấp xã thuộc tỉnh Yên Bái (nghị quyết có hiệu lực từ ngày 1 tháng 2 năm 2020). Theo đó, chuyển toàn bộ diện tích và dân số của xã Phúc Sơn về thị xã Nghĩa Lộ.